# Mũ Panama

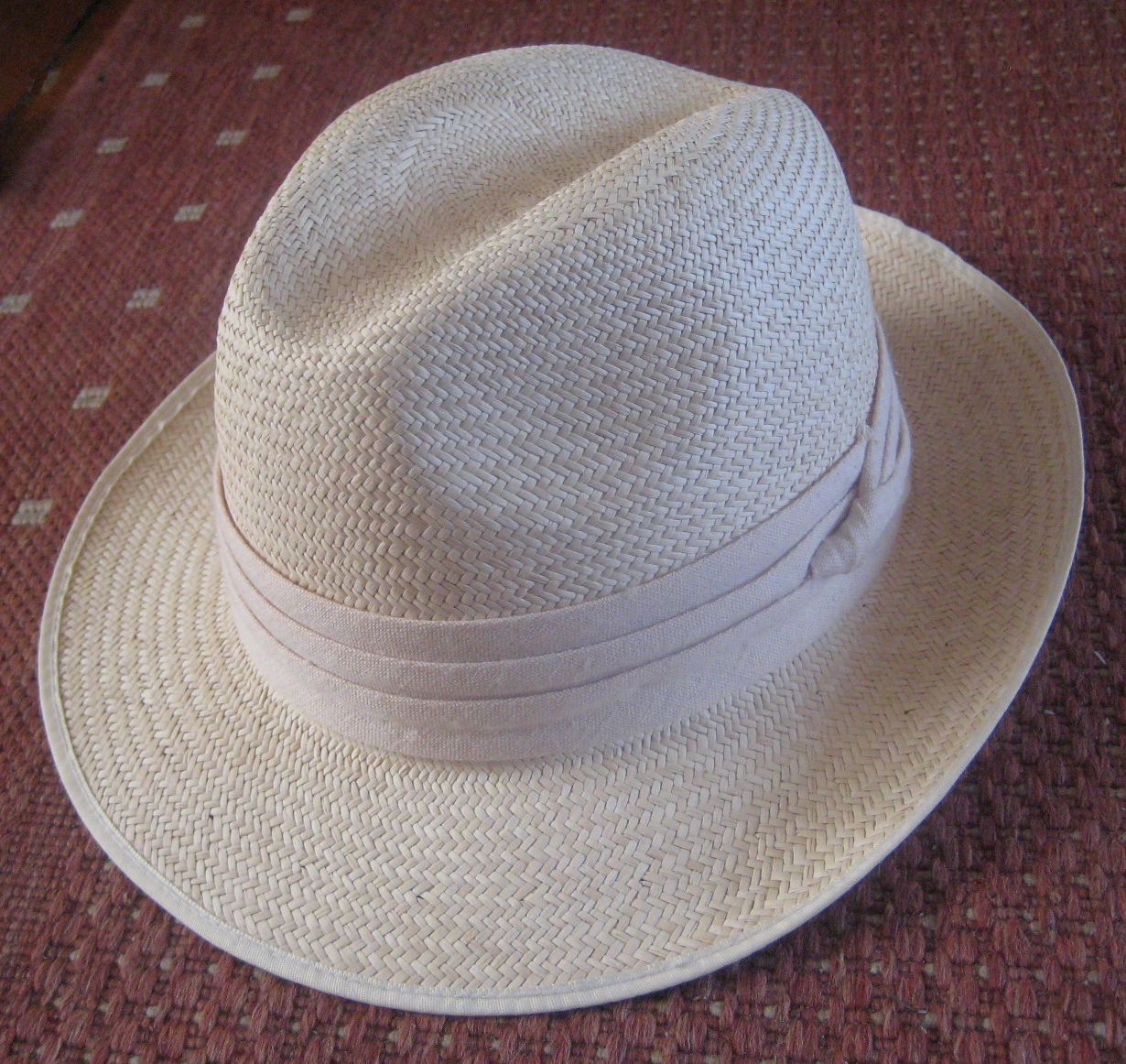
Một chiếc mũ Panama

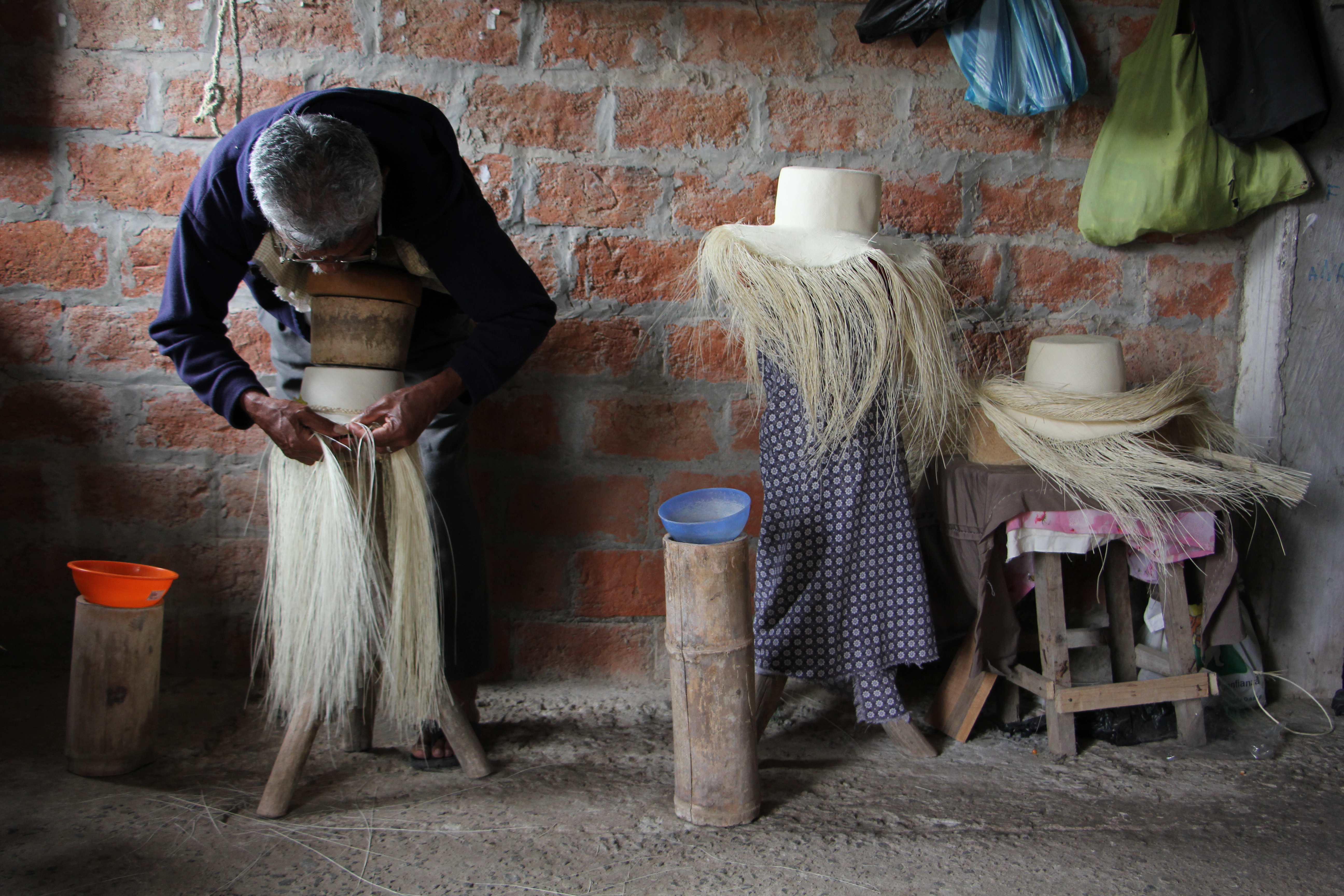
Mũ rơm toquilla được đan từ sợi cây trên bờ biển Ecuador

Mũ Panama (mũ rơm toquilla) là một loại mũ rơm truyền thống của Ecuador. Mũ được làm từ lá cây carludovica palmata, mà người dân bản địa gọi là cây toquilla hay jipijapa. Mũ Panama mang màu sắc tươi sáng, nhẹ, thoáng khí, được đeo kèm theo những bộ trang phục mùa hè, đặc biệt là quần áo làm từ lanh hay lụa. Loại mũ này trở nên phổ biến vào đầu thế kỷ 20 như một phụ kiện đi biển và du lịch nhiệt đới nhờ sự tiện dụng và thoáng mát. Nghệ thuật đan mũ toquilla truyền thống của Ecuador được liệt vào Danh sách di sản văn hóa phi vật thể theo UNESCO ngày 5 tháng 12 năm 2012.

## Lịch sử
Từ đầu tới giữa thập niên 1600, đan mũ trở thành một ngành nghề gia đình dọc bờ biển Ecuador cũng như các thị trấn nhỏ dọc dãy Andes. Việc đan và đeo mũ dần phát triển ở Ecuador trong thế kỷ 17 và 18. Năm 1835, Manuel Alfaro, người có thể coi là cha đẻ của mũ Panama, tới Montecristi và bắt đầu việc kinh doanh mũ Panama với mục tiêu chính là xuất khẩu ra nước ngoài. Các tàu chở hàng từ Guayaquil và Manta được chất đầy bởi sản phẩm của ông và hướng thẳng tới vịnh Panama. Viêc kinh doanh của ông trở nên phát đạt khi càng ngày càng có nhiều người đi đào vàng ở Bắc Mỹ tới Panama để mua mũ che nắng. Một trong những thị trấn đầu tiên bắt đầu nghề đan mũ ở Andes là Principal, thuộc huyện Chordeleg, tỉnh Azuay. Mũ rơm của Ecuador, cùng với nhiều mặt hàng Nam Mỹ khác trong thế kỷ 19 và đầu thế kỷ 20, luôn được đưa tới eo đất Panama trước khi được mang sang châu Á, các vùng còn lại của châu Mỹ và châu Âu. Vì lý do này mà mũ mang tên của nơi trung chuyển hàng hóa — "mũ panama" — chứ không phải tên nơi xuất xứ. Thuật ngữ này được sử dụng ít nhất từ năm 1834. Độ nổi tiếng gia tăng vào thế kỷ 19 khi các thợ mỏ trong cơn sốt vàng California tới California thông qua eo đất Panama và Pacific Mail Steamship Company. Vào năm 1906, tổng thống Hoa Kỳ Theodore Roosevelt thăm nơi xây dựng kênh đào Panama và người ta đã chup lại hình ảnh ông đội một chiếc mũ Panama. Hình ảnh này giúp mũ trở nên nổi tiếng hơn nhiều. Mặc dù mũ Panama cung cấp nguồn sống cho hàng ngàn người Ecuador, chỉ có vài chục người có khả năng tạo ra những chiếc mũ chất lượng cao "Montecristi superfino". Việc sản xuất ở Ecuador đi xuống, phần vì những vấn đề kinh tế ở Ecuador và sự cạnh tranh từ Trung Quốc.

### Mũ tamsui
Mũ tamsui là loại mũ được làm ra tại đảo Formosa (Đài Loan) để cạnh tranh với mũ Panama đầu thế kỷ 20. Mũ tamsui được làm từ cây pandanus odorifer được trồng trên đảo. Loại mũ này có khả năn giữ được độ trắng, giặt được, và có thể gấp lại mà không bị hư hỏng nên mũ Tamsui đã thay thế mũ Panama ở Đông Á đầu thế kỷ 20.

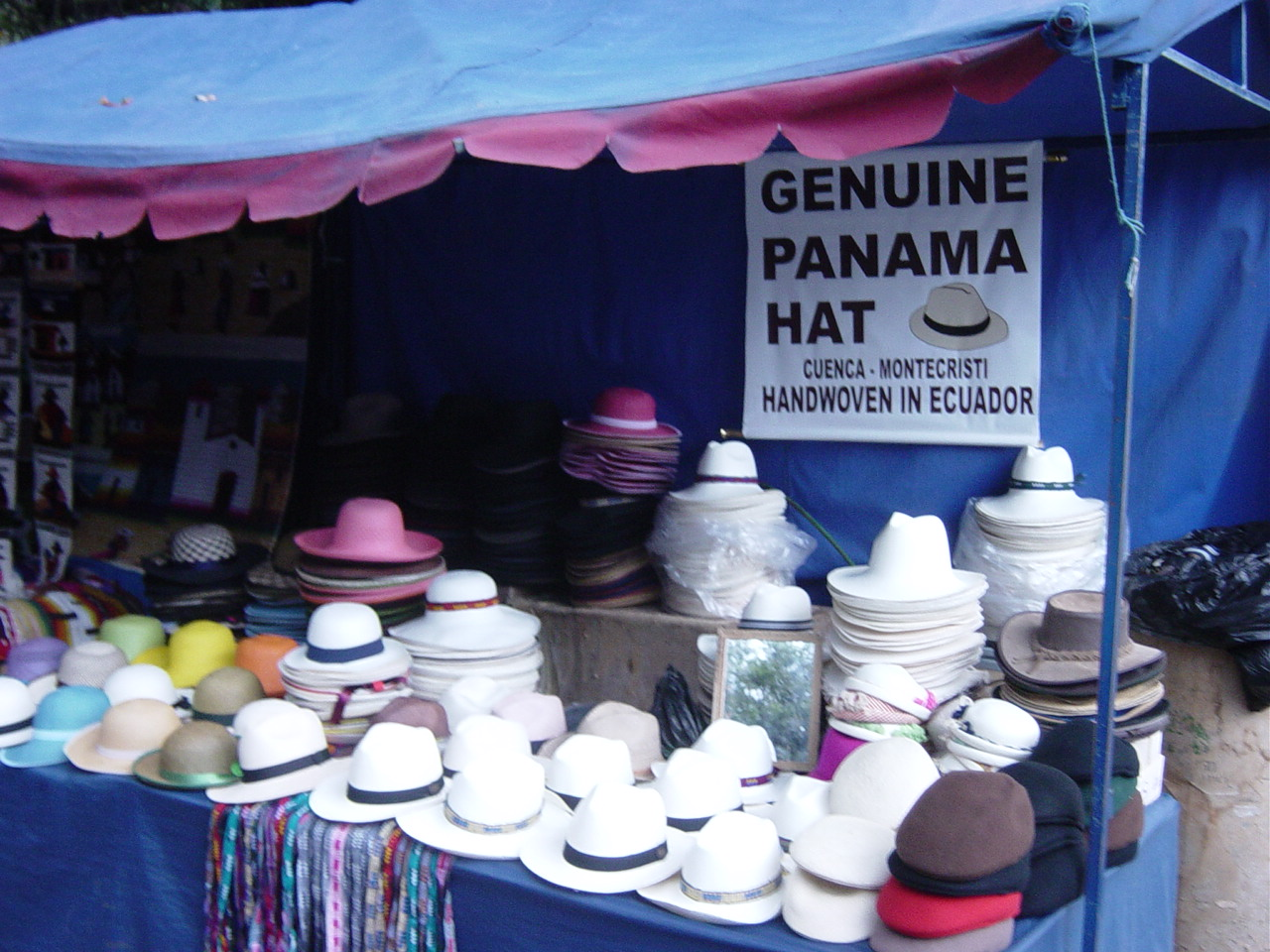
Mũ Panama bán ở Ecuador